# بیلاپلانا
بیلاپلانا (به اسپانیایی: Vilaplana) یک شهرستان در اسپانیا است که در استان تاراگونا واقع شده‌است.